# Barraca XXXVI (Aiguamúrcia)
La Barraca XXXVI és una obra d'Aiguamúrcia (Alt Camp) inclosa a l'Inventari del Patrimoni Arquitectònic de Catalunya.

## Descripció
És una barraca de planta rectangular amb una façana de 3'05m d'alçada i una amplada de 6m aproximadament. La seva cornisa, lleugerament arquejada, li dona una aparença particular.
Les seves mides interiors són 3'40m de fondària per 4'4m d'amplada. Està coberta amb falsa cúpula i la seva alçada màxima sota clau és de 3,62 m.
Potser el millor detall d'aquesta barraca és el seu portalm construït a la perfecció amb un arc de mig punt magnífic i de gran harmonia.